# جيجا تالاريكو
لويزا تالاريكو Luisa Talarico؛ (Gigia)من مواليد 3 يونيو 1956 في سانتياغو.هي كاتبة و مدرسة تشيلية درست في مؤسسات مثل مدرسة (بالإنجليزية: Santa Cruz Cooperative)‏ و المدرسة الألمانية (بالإنجليزية: German School)‏ و جامعة (بالإنجليزية: NUR University)‏.

## حياتها الأدبية
ككاتب نشرت ثمانية كتب للأطفال هي : Comiendo estrellas، و El caracol gigante ، و Los tres deseos، و Un puñado de sueños، و La maleta de Esperanza، و Cuentos de niños y gatos. وقد أعيد نشر هذه الكتب عدة مرات، وبعضها يستخدم في العديد من المؤسسات التعليمية.
وفي عام 1997،حصلت على الجائزة الوطنية لإصلاح التعليم لفئة 8 سنوات لعملها ككاتب لأدب الأطفال. بالإضافة إلى كتاباتها، كتبت المجلد الثاني من المختارات لأدب للأطفال بعنوان Dicen que en mi país ؛الذي يتضمن أهم رواة القصص في بوليفيا.
ويشمل عملها الشعري مثل Ángeles de Fuego؛ (Torre de Papel, 2001)،و Púrpura؛(Plural, 2007)، و La manzana dorada ؛(El país, 2013). هذا الكتاب الأخير فاز مؤخرا بالجائزة الوطنية الوطنية سانتا كروز دي لا سييراPrize Santa Cruz de la Sierra. وقد تلقى شعرها العديد من الجوائز وقدم في العديد من المختارات الوطنية والدولية.
في عام 2014، فازت بجائزة دانتي أليغييري الفريدة Dante Alighieri لأفضل كتاب شعر نشر في 2013-2014 مع Golden Apple.؛

لمدة عامين، كانت المنظمة والمسؤولة عن الحدث الشعري السنوي Arte Poética e Integración الذي عقد في سانتا كروز، الدي شارك فيه الشعراء من مختلف بلدان أمريكا الجنوبية. ومنذ ذلك الحين، تنظم مسابقة شعر شابابية كل عام، تهدف إلى تشجيع التنمية الشعرية والتصويرية للشباب.
كما أنها تكتب للمجلة الثقافية الأرجنتينية PROA en las Letras y en las Artes، المجلة الثقافية الأقدم والأكثر قراءة باللغة الاسبانية في جميع أنحاء أمريكا الجنوبية، التي أعيدت تسميتها مؤخرا PROSA. وقد أعلنت هذه المجلة مؤخرا جيجا سفيرا لأمريكا الجنوبية في الشعر.
في عام 2008 نشرت روايتها الأولى La sonrisa cortada ،و هي حاليا تعمل على رواية عن الرحلة الشعرية من خلال الأمازون في عام 1940 وتأثيرات هذه التجربة البنائية في الشعر الحالي في أمريكا الجنوبية. بالإضافة إلى، وقالت انها تعمل على كتاب الشعر الجديد بعنوان Fisuras.